# Christian Kirchner

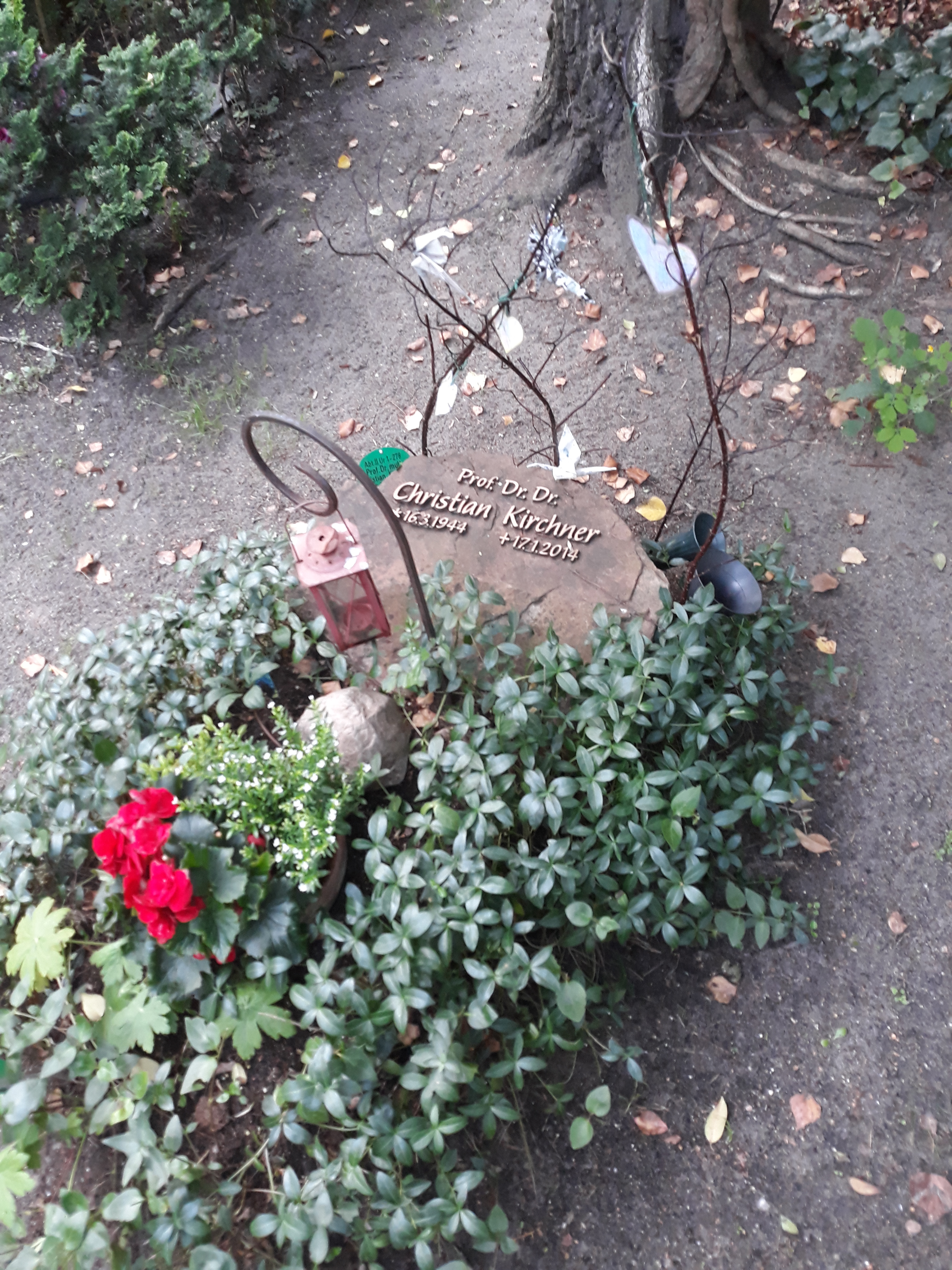
Das Grab von Christian Kirchner auf dem Friedhof Heerstraße in Berlin

Christian Kirchner (* 16. März 1944 in Potsdam; † 17. Januar 2014 in Berlin) war ein deutscher Rechts- und Wirtschaftswissenschaftler.

## Leben und Wirken
Nach Ablegen des Abiturs am Holbein-Gymnasium Augsburg machte Christian Kirchner zunächst eine Lehre bei der Dresdner Bank AG in Augsburg und studierte danach Rechtswissenschaft sowie Wirtschaftswissenschaft an der Eberhard Karls Universität Tübingen und der Johann Wolfgang Goethe-Universität Frankfurt am Main. Zwischen 1971 und 1973 studierte Kirchner an der Harvard University sowie am MIT in Cambridge (Massachusetts) und erwarb 1972 an der Harvard Law School den akademischen Grad eines Master of Laws (LL.M.). Zwischen 1975 und 1977 studierte Kirchner Japanische Sprache und Kultur an der Johann Wolfgang Goethe-Universität Frankfurt am Main.
Kirchner promovierte 1974 an der Johann Wolfgang Goethe-Universität Frankfurt am Main zum Dr. iur. Im Jahre 1977 promovierte Kirchner, ebenfalls an der Frankfurter Universität, zum Dr. rer. pol. 1982 erfolgte die Habilitation an der Johann Wolfgang Goethe-Universität mit Verleihung der venia legendi in den Fächern Bürgerliches Recht, Handels- und Wirtschaftsrecht, Internationales Privatrecht und Rechtsvergleichung. Von 1984 bis 1993 hatte Kirchner die Professur für Bürgerliches Recht, Handels- und Gesellschaftsrecht am Fachbereich Rechtswissenschaften der Universität Hannover inne. Seit 1993 lehrte Kirchner an der Humboldt-Universität zu Berlin und hatte dort den Lehrstuhl für Deutsches, Europäisches und internationales Zivil- und Wirtschaftsrecht und Institutionenökonomik an der Juristischen Fakultät und an der Wirtschaftswissenschaftlichen Fakultät inne. Im Mai 2010 wurde ihm die Ehrendoktorwürde der Universität St. Gallen für seine Verdienste als Pionier der ökonomischen Theorie des Rechts und der funktionalen Rechtsvergleichung im deutschsprachigen Raum im Allgemeinen und in den Rechtsbereichen Rechnungslegung, Wettbewerbs- und Gesellschaftsrecht und Netzwerkregulierung im Besonderen in Wissenschaft und Praxis verliehen.
Kirchner publizierte auf wirtschaftswissenschaftlichem Gebiet u. a. zu Netzindustrien, Finanzmärkten, Telekommunikation, Transportwesen, externer Unternehmensrechnungslegung und Corporate Governance. Auf rechtswissenschaftlichem Gebiet lagen seine Schwerpunkte im Wettbewerbs- und Kartellrecht, dem Recht der sektorspezifischen Regulierung (insbesondere Telekommunikation und schienengebundener Güter- und Personentransport), dem Unternehmens- und Gesellschaftsrecht und Konzernrecht, dem Bilanzrecht und Corporate Governance. Kirchners rechtswissenschaftliche Methodik ist stark geprägt von der Ökonomischen Theorie des Rechts, auf dem Gebiet der Wirtschaftswissenschaften ist er ein Vertreter der Neuen Institutionenökonomik.
Kirchner war u. a. Vorsitzender des Wissenschaftlichen Beirats des Deutschen Instituts für Japanstudien, Mitglied des Vorstands der Gesellschaft für Rechtsvergleichung und Leiter der dortigen Fachgruppe für Grundlagenforschung, Mitglied der Deutsch-Japanischen Juristen-Vereinigung, und Mitglied des American Law Institute. Darüber hinaus war er Mitglied des Bahnbeirats und des Rechtswissenschaftlichen Beirats der Deutschen Bank AG.

## Schriften
- Ordnungsethik. in: Jahrbuch für Neue Politische Ökonomie 14, 1995, S. 189–211 (zusammen mit Karl Homann).
- Ökonomische Theorie des Rechts. Berlin 1997.
- Transplantationsgesetz. Eine kritische Analyse aus rechtlicher, ökonomischer und ethischer Sicht., zusammen mit Charles B. Blankart und Gilbert Thiel, Aachen 2002.
- § 13 Europa als Wirtschaftsgemeinschaft. in: Europawissenschaft, hrsg. von Gunnar Folke Schuppert, Ingolf Pernice und Ulrich Haltern, Baden-Baden 2005,  S. 375–427.
- § 3 Die ökonomische Theorie. in: Europäische Methodenlehre. Grundfragen der Methoden des Europäischen Privatrechts, hrsg. von Karl Riesenhuber, Berlin 2006, S. 23–48.
- Public Choice and New Institutional Economics. A Comparative Analysis in Search of Co-operation Potentials. in: Public Economics and Public Choice, Contributions in Honor of Charles B. Blankart, hrsg. von Pio Baake and Rainald Borck, 2007, Berlin, S. 19–37.
- Ordnungsökonomik und constitutional economics. in: Von der Ordnungstheorie zur Institutionenökonomik, Rückblick und Entwicklungsoptionen eines Marburger Forschungsprogramms, hrsg. von Alfred Schüller und Stefan Voigt (aus Anlaß des 50-jährigen Bestehens der Forschungsstelle zum Vergleich wirtschaftlicher Lenkungssysteme), S. 88–102.
- Zur konsequentialistischen Interpretationsmethode, Der Beitrag der Rechtswissenschaft zur reziproken methodischen Annäherung von Ökonomik und Rechtswissenschaft. in: Internationalisierung des Rechts und seine ökonomische Analyse, hrsg. von Thomas Eger, Claus Ott, Jochen Bigus, Georg von Wangenheim, Festschrift für Hans-Bernd Schäfer zum 65. Geburtstag, Wiesbaden 2008, S. 37–50.
- Hrsg. mit Stefan Grundmann, Christine Windbichler, Hans-Peter Schwintowski, Thomas Raiser, Martin Weber: Unternehmensrecht zu Beginn des 21. Jahrhunderts. Festschrift für Eberhard Schwark zum 70. Geburtstag. München: Verlag C. H. Beck, 2009, ISBN 978-3-406-58820-4.
- Institutional Deficits in the International Financial Markets Crisis, Combined Effects of Deficits in Corporate Governance and in Financial Reporting. in: Festschrift für Klaus J. Hopt zum 70. Geburtstag am 24. August 2010 „Unternehmen, Markt und Verantwortung“, Band 2, hrsg. von Stefan Grundmann, Brigitte Haar, Hanno Merkt, Peter O. Mülbert und Marina Wellenhofer, Berlin, New York, 2010, S. 2095–2212.